# Jahangir Khan
Jahangir Khan (Urdu جهانگير خان; * 10. Dezember 1963 in Karatschi) ist ein ehemaliger pakistanischer Squashspieler, der in den 1980er Jahren zu den besten Spielern der Welt gehörte. Von 2002 bis 2008 war er Präsident der World Squash Federation (WSF).

## Werdegang
Jahangir Khan begann im frühen Alter mit dem Squashspiel. Sein Vater Roshan Khan, British-Open-Gewinner von 1957, war gleichzeitig sein erster Trainer. Später übernahm sein Bruder Torsam, der bis zu seinem Tod im Alter von 33 Jahren ebenfalls Squashspieler gewesen war, diese Aufgabe. Nach Torsams Tod wurde Khans Cousin Rahmat Khan für den Rest seiner Karriere sein Trainer. Mit 15 Jahren wurde Khan bisher jüngster Weltmeister der Amateure und bewies sein Ausnahmetalent, als er 1981, mit gerade mal 17 Jahren, den Weltmeistertitel der Aktiven gegen den Australier Geoff Hunt gewann. 
Nach diesem Sieg blieb er fünf Jahre, sechs Monate und einen Tag in 555 Spielen ungeschlagen, was bis heute Weltrekord ist. Khan hält ebenfalls den Rekord für das bisher längste gespielte und gewonnene Squashspiel. Zwei Stunden und 46 Minuten sowie über vier Sätze dauerte 1983 das Spiel gegen Gamal Awad. Im Laufe seiner Karriere gewann er 61 Titel und stand in 19 weiteren Finals. Er gewann zehnmal nacheinander die British Open und dreimal die US Open. Mit der pakistanischen Nationalmannschaft gewann er fünf Weltmeisterschaften. 
Nach seinem Rückzug 1993 als aktiver Squashspieler übernahm er 1998 das Amt des Vizepräsidenten der WSF. Am 26. Oktober 2002 wurde er zu deren Präsident ernannt, ehe er im Oktober 2008 von N. Ramachandran aus Indien abgelöst wurde. Jahangir Khan wurde daraufhin zum Ehrenpräsidenten ernannt. Bereits 1993 wurde er in die World Squash Hall of Fame aufgenommen. Bei einer Umfrage der PSA Squash Tour wurde Jahangir Khan 2018 von Fans zum greatest of all time gewählt. 2024 erklärten die Vereinten Nationen Khan aufgrund seiner beispiellosen Erfolge und Beiträge zum Squashsport als einen der größten Athleten des Jahrtausends.
Khan ist Autor mehrerer Ratgeberbücher zum Squashsport, in Deutschland erschien Squash lernen im Delius Verlag. Außerdem war er Teilhaber an dem Unternehmen Unsquashable (heute zur internationalSportgroup gehörend), das 1977 von seinem Trainer Rahmat Kahn gegründet wurde.
Jahangir Khan ist verheiratet und hat zwei Kinder. Die britische Songwriterin Natasha Khan, Tochter von Rahmat Khan, ist seine Nichte.

## Sportliche Erfolge
- Weltmeister: 6 Titel (1981, 1982, 1983, 1984, 1985, 1988)
- Weltmeister mit der Mannschaft: 5 Titel (1981, 1983, 1985, 1987, 1993)
- Gewonnene PSA-Titel: 61
- 100 Monate Weltranglistenerster
- Asienmeister: 2 Titel (1981, 1988)
- Mehrfacher Asienmeister mit der Mannschaft
- British Open: 10 Titel (1982–1991)
- US Open: 3 Titel (1984, 1985, 1988)